# Candaulisme
 (avril 2009).
Si vous disposez d'ouvrages ou d'articles de référence ou si vous connaissez des sites web de qualité traitant du thème abordé ici, merci de compléter l'article en donnant les références utiles à sa vérifiabilité et en les liant à la section « Notes et références ».
Le candaulisme est une paraphilie dans laquelle une personne a une excitation sexuelle en exposant ou partageant son conjoint avec une ou plusieurs personnes. Le candaulisme n'implique pas la réciprocité de la pratique de l'échangisme.
La pratique peut se décliner de plusieurs manière, comme le cocufiage ou encore cuckolding, où le rapport sexuel se fait avec une ou plusieurs personnes devant le regard consentant du partenaire.

## Étymologie

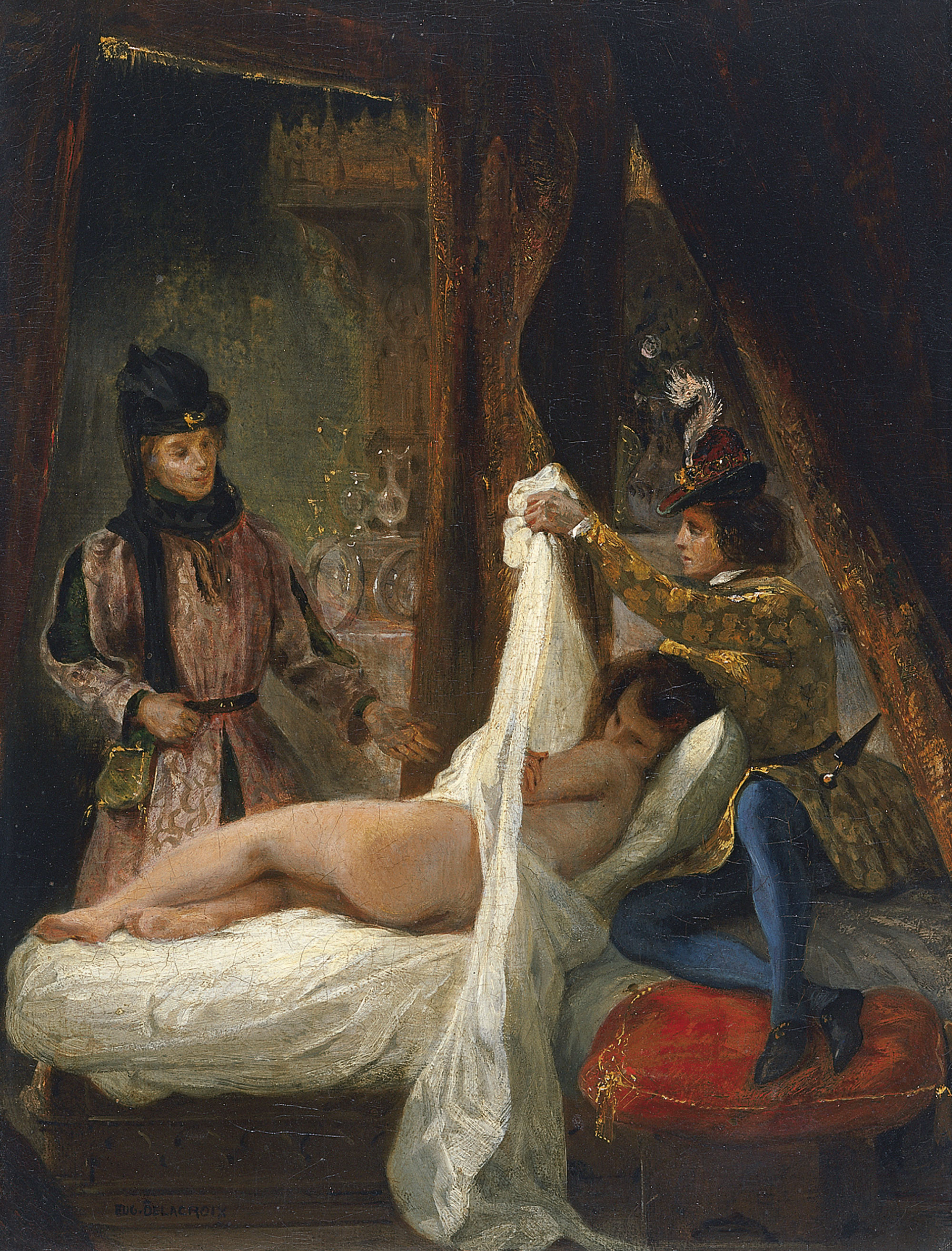
Louis Ier d'Orléans dévoilant sa maîtresse (Mariette d'Enghien) devant le mari de celle-ci par Eugène Delacroix.

Le terme vient du nom de Candaule, un roi semi-légendaire de Lydie, ayant régné vers le VIIIe siècle av. J.-C. Il existe au moins quatre versions antiques racontant la perte de son royaume au profit de Gygès. Celle qui est à l'origine du candaulisme, en raison de son fort pouvoir érotique, est celle d'Hérodote, qui la raconte d'après une poésie perdue d'Archiloque de Paros. Le roi Candaule trouvait sa femme plus belle que toutes les autres. Sans cesse, il vantait à Gygès, officier de sa garde du corps, les charmes de son épouse et un jour, il l'invita à se convaincre, de visu, de la beauté de celle-ci. Gygès refusa l'offre sacrilège mais le roi insista. Dissimulé derrière la porte de la chambre nuptiale, Gygès assista au coucher de la reine. Mais, au moment où il s'esquivait, la souveraine l'aperçut. Feignant de n'avoir rien remarqué et persuadée que son mari avait voulu l'humilier, elle jura de se venger. Le lendemain matin, elle convoqua Gygès et lui offrit l'alternative d'être exécuté ou de tuer Candaule, de s'emparer du trône et de l'épouser. Gygès refusa d'abord l'offre de la reine, puis, devant son insistance, il se résolut à tuer Candaule. La reine le cacha à l'endroit où il s'était dissimulé la veille ; Candaule mourut, poignardé par Gygès durant son sommeil. Quand il fut installé sur le trône, Gygès vit sa légitimité contestée par certains adversaires. Ceux-ci acceptèrent de soumettre le cas à l'oracle de Delphes. L'oracle confirma Gygès dans sa royauté.
Le terme cuckolding dérive du mot anglais : cuckold, qui signifie « cocu » et qui provient lui-même de cuckoo, le coucou, en référence au comportement de la femelle de cet oiseau qui pond ses œufs dans les nids des autres oiseaux.

## Pratique
Contrairement aux adultères si souvent mis en scène dans les vaudevilles et le théâtre de boulevard où le cocu ignore tout de son infortune, le cocu est ici souvent volontaire, parfaitement renseigné et joue un rôle actif dans son propre cocufiage. C'est une pratique mise en avant régulièrement dans la pornographie.

### Filmographie
- Ma femme est un violon, film italien réalisé par Pasquale Festa Campanile, sorti en 1971